# Avondale (Luizjana)
Avondale – jednostka osadnicza w Stanach Zjednoczonych, w stanie Luizjana, w parafii Jefferson.